# Vulgata-Zyklus

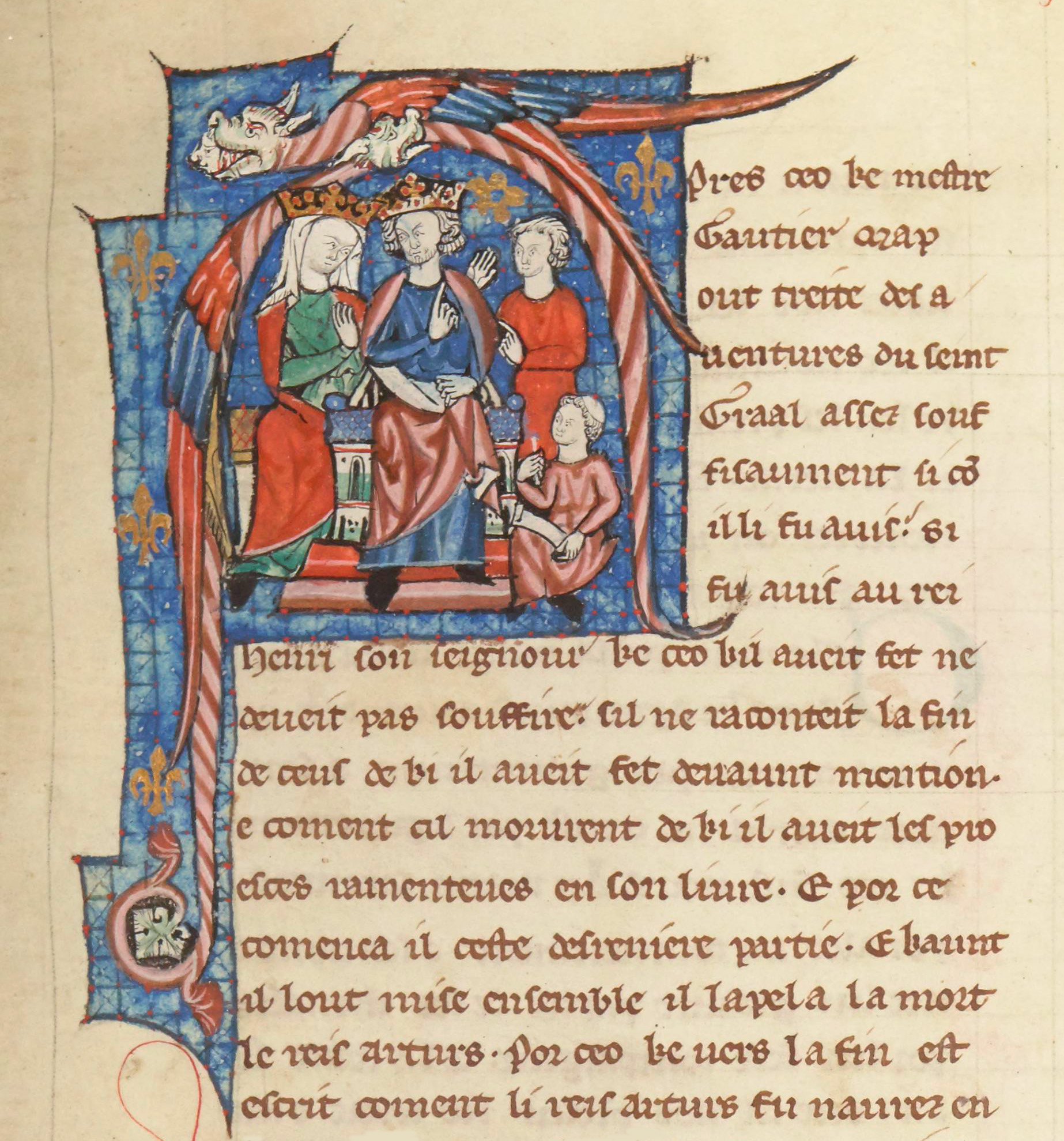
Meister Gautier Map erhält von Eleonore von Aquitanien und Heinrich II. den Auftrag, den Vulgata-Zyklus abzuschließen.
Handschrift-Miniatur, 1275–1280.

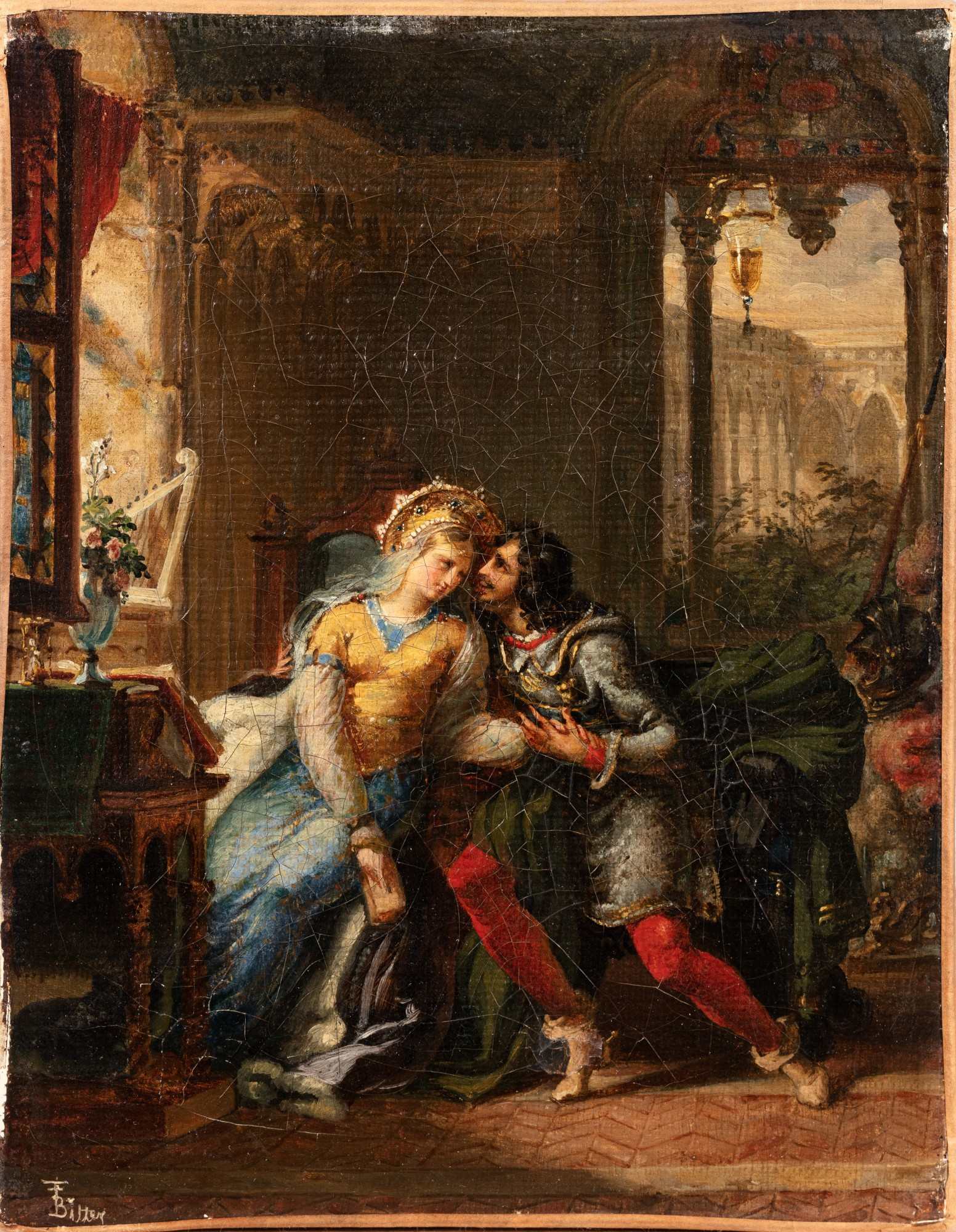
Königin Guenièvre und ihr Liebhaber Lancelot

Vulgata-Zyklus, kurz Vulgata (von lateinisch [versio] vulgata ‚allgemein bekannte, verbreitete [Fassung]‘), ist in der romanischen Literaturwissenschaft der geläufige Titel eines umfangreichen altfranzösischen Prosaromans des 13. Jahrhunderts.
Dieser monumentale Prosaroman wird auch Lancelot-Gral-Zyklus, Pseudo-Map-Zyklus, Großer Gral-Zyklus oder (altfranzösischer) Prosalancelot (auf Neufranzösisch: « Lancelot en prose ») genannt.
Im Vulgata-Zyklus werden die aus der Historia Regum Britanniae von Geoffrey von Monmouth und dem Roman de Brut des anglonormannischen Dichters Wace bekannten Artussagen neu erzählt und um zahlreiche Details und Nebengeschichten ergänzt.
Den ersten Teil der Vulgata nehmen die weltlichen Abenteuer Lancelots du Lac ein, des tapfersten aller Artusritter. Seine bedingungslose, ehebrecherische Liebe zu Guenièvre, der Gemahlin des König Artus, ist den mittelalterlichen Lesern durch Chrétiens de Troyes dritten höfischen Roman, « Lancelot ou le Chevalier de la charrette » (deutsch „Lancelot oder der Karrenritter“), bereits wohlbekannt.
Im zweiten Teil des Prosa-Lancelot-Gral-Zyklus, in der Queste del Saint Graal, der spirituellen « Queste », der Suche nach dem Heiligen Gral, tritt Lancelot in Percevals Spuren. Aber auch er scheitert in der Gralssuche ob seiner Sünden. Erst Lancelots Sohn, Galahad, der „Reine Ritter“, erweist sich als des Grals würdig. Lancelot hatte Galahad mit Elaine gezeugt, der Tochter des Fischerkönigs Pellès, welche durch Zauberkraft die Gestalt Guenièvres angenommen hatte, um Lancelot zu verführen.
Der Zyklus endet mit der (altfranzösisch) « Mort Le Roi Artu » (König Artus’ Tod), mit dem Tod aller Helden, mit dem Untergang der Tafelrunde.
Die Vulgata ist die Hauptquelle der in der englischsprachigen Welt wirkmächtigen Zusammenstellung des Artusstoffs in Le Morte Darthur durch Thomas Malory im 15. Jahrhundert.

## Die Teile des Großen Gral-Zyklus

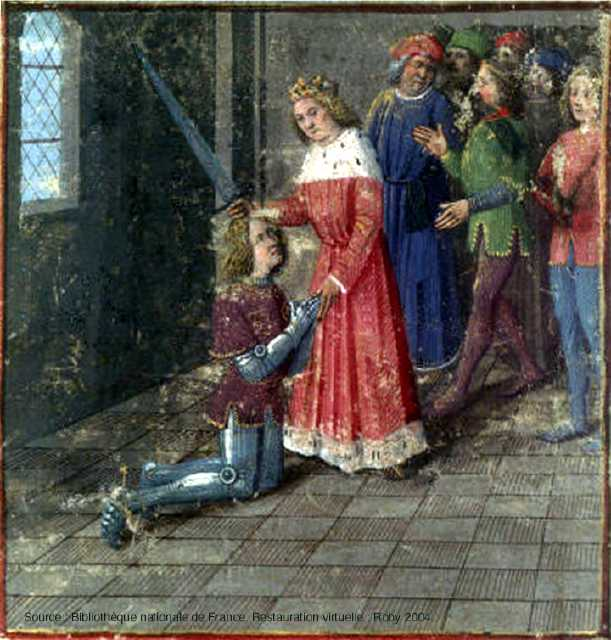
Artus schlägt Lancelot zum Ritter.
Miniatur aus der Handschrift BnF, Français 113

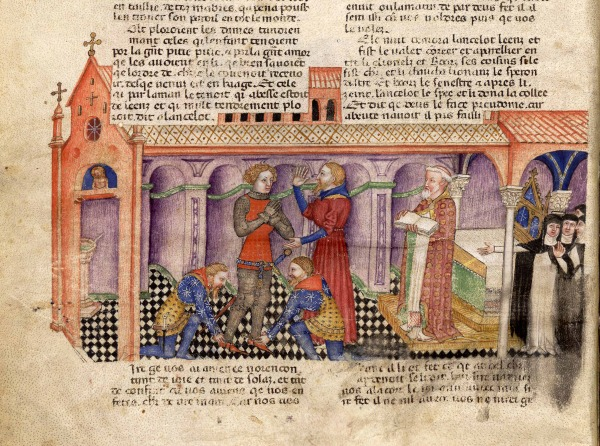
Lancelot schlägt seinen Sohn Galahad zum Ritter (Beginn der Quête du Saint Graal)

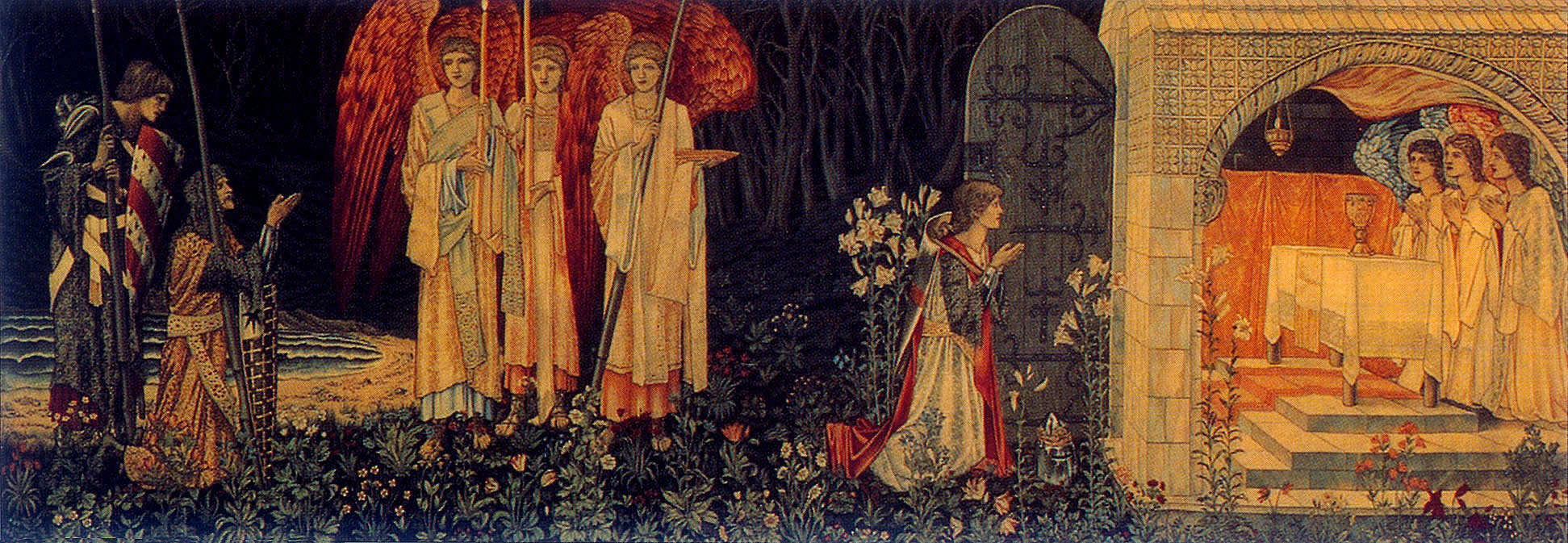
Galaad, Bohort und Perceval beenden die Gralsuche.

Wie die Romanistin Marie-Luce Chênerie im Vorwort zu ihrer Lancelot du Lac-Ausgabe schreibt, umfasst der „Große Gral-Zyklus“ drei Hauptteile:
1. Teil: « Lancelot du Lac » oder « Le Lancelot propre » (Der ‹eigentliche› Lancelot) entstand um 1215 bis 1225.
Der Lancelot propre ist der umfangreichste Teil des Zyklus. Die Edition von Alexandre Micha umfasst 9 Bände. Die Forschung untergliedert ihn in drei Sektionen:
– Enfances Lancelot oder Galeaut
– Charrette (Elemente aus Chrétiens Versroman Le Chevalier de la charrette)
– Agravain
2. Teil: « La Quête du Saint Graal », „Die Suche nach dem Heiligen Gral“, entstanden um 1220 bis 1225.
3. Teil: « La Mort le Roi Artu », „König Artus’ Tod“, entstanden um 1225 bis 1235
Der Prosa-Joseph sowie der Prosa-Merlin des sogenannten „Kleinen Gral-Zyklus“ wurden später in erweiterter Form dem „Großen Gral-Zyklus“ als Vorgeschichte vorangestellt, so dass die Vulgata in ihrer Endfassung auf fünf Teile anwuchs.

## Autorschaft und Einheit des Zyklus
In der Literaturgeschichte haben sich die Bezeichnungen Vulgata-Zyklus und Lancelot-Graal-Zyklus für das äußerst umfangreiche Corpus des Prosalancelot-Stoffes eingebürgert. Vollständige Handschriften umfassen mehr als 700 Folia.
Die Bezeichnung Vulgata geht auf den Titel des ersten Editionswerks The Vulgate Version of the Arthurian Romances, des Philologen Heinrich Oskar Sommer zurück. Die Bezeichnung Lancelot-Gral-Zyklus wurde von dem französischen Mediävisten Ferdinand Lot in seiner Étude sur le Lancelot en prose vorgeschlagen.
Die Bezeichnung „Pseudo-Map-Zyklus“ geht auf eine Falschzuschreibung, eine Pseudepigraphie, zurück. Der französische Romanist und Mediävist Albert Pauphilet schreibt in der Einleitung seiner Edition der « Queste del Saint Graal » apodiktisch:

« L’attribution à Gautier Map, mort avant 1210, est fantaisiste et il n’y a pas lieu de la discuter. »

„Die Zuschreibung an Gautier Map, der vor 1210 verstarb, ist frei erfunden und es besteht darüber kein Diskussionsbedarf.“

Ein mittelalterlicher Kopist hatte am Ende der « Quête du Saint Graal » den gesamten Zyklus dem walisischen Kompilator Meister Gautier Map zugeschrieben:

« Et quant Boorz ot conteres les aventures del Graal teles come il les ot veues, si furent mises en escrit et gardees en l’armaire de Salebieres, dont MESTRE GAUTIER MAP les trest a fere son livre do Seint Graal por amor do roi Henri son seignor, qui fist l’estoire translater de latin en françois. »

„Und als Bohort die Abenteuer des Heiligen Gral erzählt hatte, so wie er sie gesehen hatten, wurden sie schriftlich aufgezeichnet und in der Bibliothek von Salisbury aufbewahrt, wo MEISTER GAUTIER MAP sie entnahm, um sein Buch über den Heiligen Gral zu schreiben aus Zuneigung zu seinem Herrn, König Heinrich II., der die Geschichte aus dem Lateinischen ins Französische übersetzen ließ.“

Da es sich um eine Pseudepigraphie handelt, spricht man vom „Pseudo-Map-Zyklus“.
In mittelalterlichen Handschriften findet man nicht nur Pseudepigraphien, sondern auch eine Erzählstrategie, die sich Glaubhaftigkeit verschaffen will, indem sie sich auf eine angebliche Quelle, ein Buch, beruft, welche die Geschichte immer schon erzählt habe:

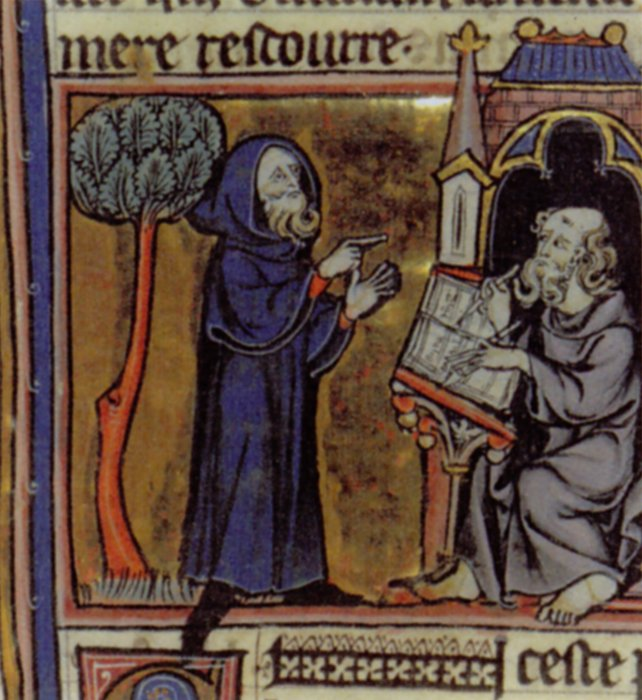
Merlin diktiert seinem Schreiber, Mestre Blaise, den Titel der Trilogie:« Li livres dou Graal »

« Or dist li contes », so erzählt die Geschichte, heißt die narrative Formel, welche beschwörend, meist zu Anfang eines neuen Kapitels, immer wiederholt wird. So illustriert zum Beispiel eine Miniatur aus der « Estoire de Merlin», wie Merlin seinem Schreiber Maître Blaise das Buch vom Gral diktiert.
Bis in die jüngere Forschungsdiskussion ist keine Einigung über die Frage nach der Autorschaft erzielt worden, weder nach der Existenz eines oder mehrerer Autoren, noch nach der Einheit der narrativen Verknüpfung der einzelnen Zyklusteile. Der französische Mediävist Ferdinand Lot vertrat in seiner Étude sur le Lancelot en prose die These eines einzigen Verfassers der Vulgata. Der Romanist und Mediävist Jean Frappier war hingegen der Meinung, der Zyklus sei zwar das Werk mehrerer Autoren gewesen, es habe jedoch einen « architecte », einen Gestalter, gegeben, der den Zyklus vorweg konzipiert habe:

« Selon J. Frappier, un architecte […] aurait conçu, entre 1225 et 1230, Le Lancelot et ses deux prolongements la Queste du Graal et la Mort Artu, ensemble qui forme le cycle du Graal et qu’on appelle couramment le Lancelot-Graal; après coup, pour établir une sorte de préhistoire, furent composés le Merlin et l’Estoire del saint Graal. »

„Nach J. Frappier hätte ein ‚Gestalter‘ zwischen 1225 und 1230 den Lancelot und seine beiden Erweiterungen, die Quête du Graal (Suche nach dem Gral) und die Mort Artu (Artus’ Tod), entworfen, welche zusammen den Gral-Zyklus bilden, den man allgemein den Lancelot-Gral zu nennen pflegt. Um eine Art Vorgeschichte zu schaffen, entstanden im Nachhinein der Merlin und die Estoire del saint Graal (Geschichte des heiligen Grals).“

Die britischen Mediävistin Elspeth Kennedy erläutert auf der Webseite „The Lancelot Grail Project“, wie in den überlieferten Handschriften die Etappen deutlich werden, in denen sich der Vulgata-Zyklus herausgebildet hat.
Der erste Entwicklungsstufe wird bereits in der ältesten bekannten Handschrift sichtbar. Er umfasst den ersten und längsten Teil des Zyklus Lancelot du Lac. Es wird erzählt, wie Lancelot von der „Herrin vom See“, der Fee Viviane aufgezogen wird, die von Merlin Zauberkräfte erhalten hat. Es folgen die Abenteuer Lancelots, von seiner Ritterschaft bei König Artus über seine Liebschaft mit Guinevere, die Errettungen des Königreichs, seine Aufnahme unter die Ritter der Tafelrunde und wie er die Tafelrunde gemeinsam mit seinem Freund Galehaut wieder verlässt. Nach dem Identitätsverlust Guineveres (« La Fausse Guenièvre ») und ihrer Wiederherstellung kehrt Lancelot an den Artushof zurück.
Die zweite Entwicklungsstufe, die « Quête du Saint Graal » wird von einer anderen Ideologie geprägt, von der mystisch-spirituellen « Queste », der Gralsuche. Das „weltliche Rittertum“, « la chevalerie terrienne » des ersten Teils wird von der « chevalerie celestielle », dem „himmlischen Rittertum“ abgelöst. Die Ideologie des weltlichen Rittertums, vom Ideal der « fin’amors », der „höfischen Liebe“, geprägt, welche auch ehebrecherische Beziehung tolerierte, wird nun zur Sünde deklariert. Deshalb ist Lancelot wegen seiner Liebesbeziehung zu Guenièvre des Grals nicht würdig.
Der neue Held ist Galahad, der vollkommenste Ritter der Welt. Lancelot hat ihn mit Elaine von Corbenic, der Tochter des Fischerkönigs Pellès, gezeugt, welche die Gestalt von Königin Guenièvre angenommen hatte. Nur Galaad ist ohne Sünde und wegen seiner Reinheit würdig, die letzten Mysterien des Grals zu schauen, woraufhin er zusammen mit dem heiligen Objekt in den Himmel entrückt wird.
Der Erzählung wird eine Vorgeschichte vorangestellt. Den ersten Teil der Vorgeschichte bildet die Estoire del Saint Graal, in der die von Robert de Boron bekannte frühe Geschichte des Grals um Josef von Arimathäa umgeschrieben wird. Der zweite Teil ist Merlin, in dem Robert de Borons Versroman Histoire de Merlin in Prosaform wiedergegeben wird.
Die letzte Stufe,« La Mort Le Roi Artu », schildert die tragische „Heldendämmerung“ der Artusritter. König Artus und sein inzestuöser und verräterischer Sohn Mordred töten sich gegenseitig im Duell:

« Einsi ocist li peres li fill, et e li filz navra le pere a mort. »

„Und so tötete der Vater den Sohn, und der Sohn verwundete den Vater tödlich.“

## Handschriftliche Überlieferung
Über hundert Manuskripte sind bekannt, welche jeweils nur einen der fünf Teile des Lancelot-Gral-Zyklus enthalten: (I) Joseph – (II) Merlin – (III) Lancelot propre – (IV) Quête – (V) Mort Artu. Sie werden „Teilhandschriften“ oder „fragmentarische“ Handschriften genannt.
Neun Manuskripte sind „zyklische Handschriften“, also solche, welche den gesamten Vulgata-Zyklus überliefern.
Die kostbare „Bonner Handschrift“, S. 526, die bis heute (2022) noch nicht als Digitalisat vorliegt, ist eine solche zyklische Handschrift. Sie ist in Amiens verfasst worden und auf den 28. August 1286 datiert. Sie dient als Leithandschrift der zweisprachigen Edition des französischen Mediävisten Philippe Walter, welche von 2001 bis 2009 in der Buchreihe Bibliothèque de la Pléiade unter dem Titel « Le Livre du Graal » erschienen ist. Zwei andere vollständige Handschriften, Paris, BnF fr. 110 und fr. 344, sind undatiert, aber wohl zeitgleich entstanden.

## Altfranzösische Ausgaben
(1908–1916) Die erste vollständige Ausgabe des gesamten altfranzösischen „Vulgata-Zyklus“ ist die Pionierarbeit des in England lebenden Philologen Heinrich Oskar Sommer, der die benutzten Handschriften allerdings ohne jedwede Emendation ediert hat: London, British Museum, Add 10292–10294 und BnF ms. fr. 337 (insgesamt mehr als 700 Folia).
- H. Oskar Sommer (Hrsg.): The Vulgate Version of the Arthurian Romances. Edited from Manuscripts in the British Museum. 7 Bände und 1 Index-Band der Namen und Orte. Carnegie Institution of Washington, Washington 1908–1916.
  - Band 1: Scan – Internet Archive: Lestoire del Saint Graal. 1909 (Band 2 ist vor Band 1 erschienen).
  - Band 2: Scan – Internet Archive: Lestoire de Merlin. 1908.
  - Band 3: Scan – Internet Archive: Le livre de Lancelot del Lac Part I. 1910.
  - Band 4: Scan – Internet Archive: Le livre de Lancelot del Lac Part II. 1911.
  - Band 5: Scan – Internet Archive: Le livre de Lancelot del Lac Part II.I 1912.
  - Band 6: Scan – Internet Archive: Les Aventures ou la Queste del Saint Graal. La Mort le Roi Artus. 1913.
  - Band 7: Scan – Internet Archive: Supplement: Le Livre d’Artus with glossary. (BnF ms. fr. 337[22]) 1913.
  - Band 8: Scan – Internet Archive: Index of Names and Places to Volumes I–VII. 1916.

(1923) Der französische Mediävist und Romanist Albert Pauphilet ediert den zweiten Teil der Vulgata, die « Queste del Saint Graal »
- Albert Pauphilet: La Queste del Saint Graal. Roman du XIIIe siècle. Champion, Paris 1999, ISBN 2-7453-0974-9 (Nachdruck der Ausg. Paris 1923: Scan – Internet Archive).

(1936) Der französische Romanist Jean Frappier ediert 1936 den letzten Teil des Zyklus: La Mort le Roi Artu (BnF ms. fr. 3347)
- Jean Frappier: La Mort le Roi Artu. Roman du XIIIe siècle. 3. Ausgabe. Librairie Droz, Genf 1964.
  - Fritz Peter Knapp: La mort le roi Artu. Der Tod des Königs Artus. Altfranzösischer Text nach der Ausgabe von Jean Frappier 1964; neu ins Deutsche übersetzt mit ausführlicher Einleitung. Hiersemann, Stuttgart 2023, ISBN 978-3-7772-2324-7.

(1978–1983) Kritische Ausgabe des Lancelot propre (altfranzösisch) von dem Mediävisten Alexandre Micha.
- Alexandre Micha (Hrsg.): Lancelot: Roman en prose du XIIIe siècle (= Textes littéraires français. 315). 9 Bände. Droz, Genève 1978–1983, OCLC 1114811363 (Kritische Ausgabe mit Einleitung und Anmerkungen).

(1980) Die britische Mediävistin Elspeth Kennedy veröffentlicht die Kritische Ausgabe einer nicht-zyklischen Kurz-Version des „Lancelot propre“ nach der Handschrift BnF, ms. fr. 768
- Elspeth Kenndy (Hrsg.): Lancelot do Lac: The Non-cyclic Old French Prose Romance. Volume I: The Text; Volume II: Introduction, Bibliography, Notes and Variants, Glossary, and Index of Proper Names. Oxford University Press (OUP), Oxford 1980.

(2001–2009) Eine Edition des vollständigen Handschrift-Textes, Universitätsbibliothek Bonn S 256, mit Übersetzung ins Neufranzösische, herausgegeben unter der Leitung des Mediävisten und Romanisten Philippe Walter (begonnen von Daniel Poirion), erscheint in der Buchreihe Bibliothèque de la Pléiade.
- Philippe Walter (Hrsg.): Le Livre du Graal.
  - Band 1: Joseph d’Arimathie – Merlin – Les Premiers Faits du roi Arthur. Gallimard, Paris 2001, ISBN 2-07-011342-6.
  - Band 2. Lancelot – La Marche de Gaule – Galehaut – La Première Partie de la quête de Lancelot. Ebenda 2003, ISBN 2-07-011343-4.
  - Band 3: Lancelot – La Seconde Partie de la quête de Lancelot – La Quête du saint Graal – La Mort du roi Arthur. Ebenda 2009, ISBN 978-2-07-011344-6.

### Übersetzungen (deutsch, englisch)
(1961) Ruth Schirmer: Lancelot und Ginevra. Ein Liebesroman am Artushof. Den Dichtern des Mittelalters nacherzählt. Manesse Verlag, Zürich 1961.
(1992–1996) Eine vollständige Ausgabe des „Vulgata-Zyklus“ und des „Post-Vulgata-Zyklus“ in englischer Übersetzung wurde von dem amerikanischen Romanisten Norris J. Lacy und seinem Übersetzerteam besorgt. Die Bände enthalten keinen altfranzösischen Text. Band fünf enthält Texte des „Post-Vulgata-Zyklus“: Suite du Merlin, Post-Vulgate Queste del Saint Grail, Post-Vulgate Mort Artu.
- Norris J. Lacy (Hrsg.): Lancelot-Grail: The Old French Arthurian Vulgate and Post-Vulgate in Translation.
  - Band 1. Garland, New York 1992, ISBN 0-8240-7733-4.
  - Band 2. Garland, New York 1993, ISBN 0-8153-0746-2.
  - Band 3. Garland, New York 1995, ISBN 0-8153-0747-0.
  - Band 4. Garland, New York 1995, ISBN 0-8153-0748-9.
  - Band 5. Garland, New York 1996, ISBN 0-8153-0757-8.

2010 erschien bei Boydell & Brewer diese fünfbändige Edition als Paperback-Ausgabe in zehn Bänden.
- Norris J. Lacy (Hrsg.): Lancelot-Grail: The Old French Arthurian Vulgate and Post-Vulgate in Translation. Zehn Bände. Boydell & Brewer, Cambridge/Rochester, NY 2010, ISBN 978-0-85991-770-4.

## Hypothetischer „Post-Vulgata-Zyklus“
Zwischen 1230 und 1240 hätten anonyme Gestalter (remanieurs) Teile der Vulgata umgearbeitet, um Episoden aus dem Prosa-Tristan erweitert, und somit einen neuen Zyklus, die Post-Vulgata, geschaffen. Diese These vertrat die englische Mediävistin und Romanistin Fanni Bogdanow in ihrem Buch The Romance of the Grail. A Study of the Structure and Genesis of a Thirteen-Century Arthurian Prose Romance. Für diese „new Arthuriad“, neue Arthuriade, schlug sie den Titel « Post-Vulgate Roman du Graal » oder Post Vulgate Grail romance vor, wohlwissend, dass eine solche hypothetische Post-Vulgata in keinem Manuskript in Gänze überliefert ist:

“[…] the post-Vulgate Arthuriad has not been preserved in its complete form in any one manuscript, but has to be reconstructed from the scattered fragments that have survived, some of which are still unpublished and have only recently come to light.”

„[…] die Post-Vulgata-Arthuriade ist in keiner Handschrift in Gänze erhalten, sondern muss aus den verstreuten Fragmenten, die sich erhalten haben, rekonstruiert werden, von denen einige noch unveröffentlicht und erst kürzlich aufgetaucht sind.“

Nach akribischen philologischen Untersuchungen bisher unentdeckter Handschriften sowie der altportugiesischen « A Demanda do Santo Graal », deutsch: „Die Suche nach dem Heiligen Gral“, und der altspanischen Demanda del Sancto Grial, versuchte Fanni Bogdanow, diesen hypothetischen Post-Vulgata-Zyklus zu rekonstruieren. In den Jahren 1991 bis 2001 erschien dann ihre fünfbändige Edition: « La Version post-vulgate de la Queste del Saint Graal et de la Mort le roi Artu, troisième partie du Roman du Graal »
Für den französischen Romanisten Patrick Moran ist allerdings allein der „Huth-Merlin“, « La Suite du Merlin », der einzige selbständig vorliegende Text eines hypothetischen Post-Vulgata-Zyklus:

« Toujours est-il qu’en l’état actuel des connaissances, il me paraît plus prudent de considérer qu’il ya un seul texte post-Vulgate bien identifiable et à l’existence autonome, la ‹Suite›, et de le commenter tel que les manuscrits nous le présentent, avec ses fluctuations et sa diversité d’emplois. »

„Es scheint mir beim derzeitigen Wissensstand klüger, davon auszugehen, dass es einen einzigen, gut identifizierbaren eigenständigen Post-Vulgata Text gibt, die ‹Suite›, und diesen so zu kommentieren, wie ihn uns die Manuskripte zeigen, mit seinen Schwankungen und in seiner Vielfalt.“

Dieser „Huth“-Merlin trägt seinen Namen nach dem ehemaligen Besitzer der Handschrift, die den Text überliefert (heute in London, British Library, Add. 38117 [ms. Huth]). In dieser nach 1235 verfassten Prosa-Merlin-Variante wird der Inzest von König Artus mit seiner Halbschwester Morgain an den Anfang gestellt. Diese „sündige“ Konzeption ihres Sohnes Mordred läutet den Untergang der Artuswelt ein.

## Der Lancelot-Stoff im deutschsprachigen Raum
Im Gegensatz zur frankophonen und anglophonen Welt ist der Lancelot-Stoff im deutschen Mittelalter nicht heimisch geworden; er lebt auch heute kaum in unserem literarischen Bewusstsein weiter. Anders verhält es sich mit dem Tristan.

### Der mittelhochdeutsche Prosa-Lancelot

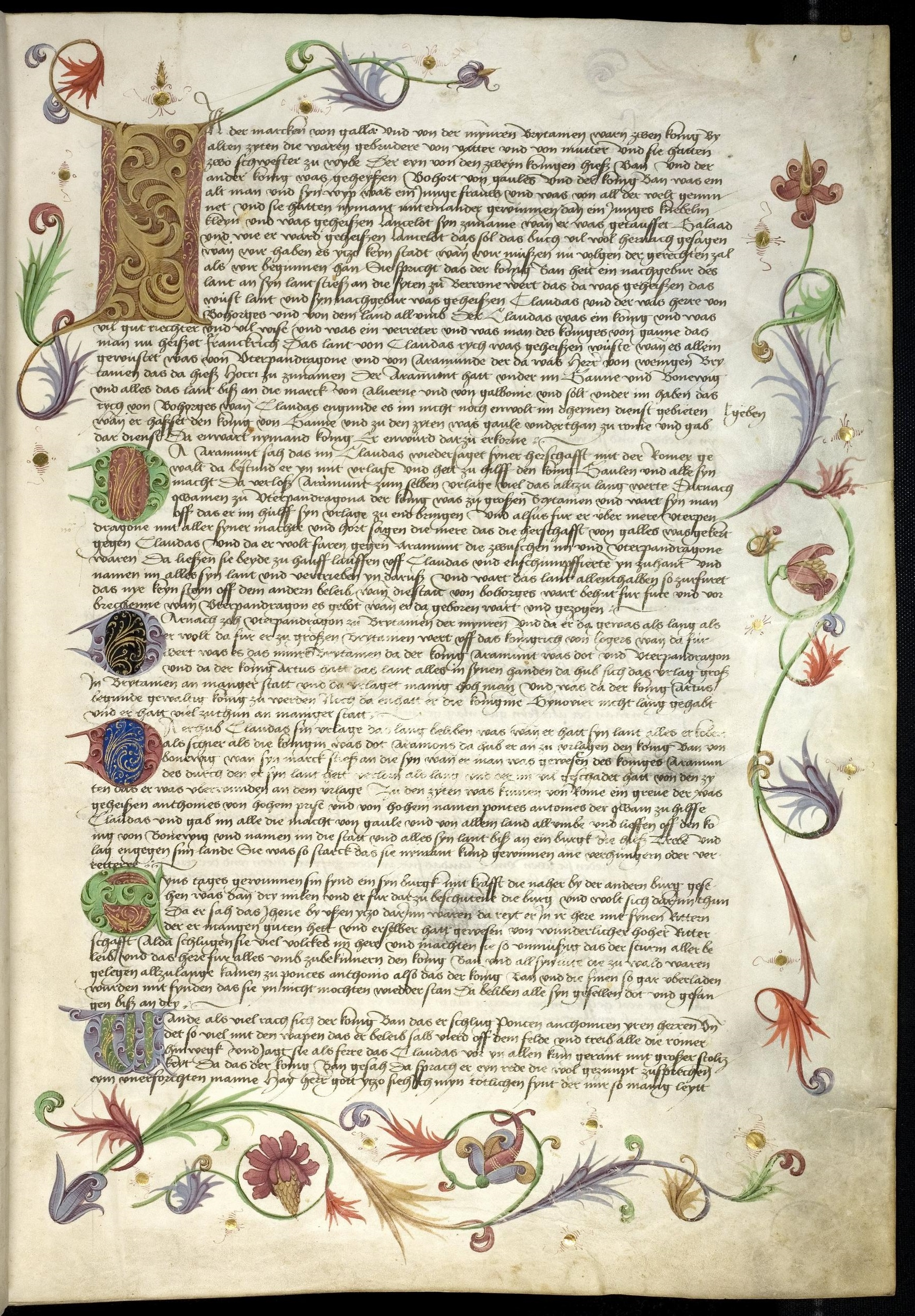
Incipit des Prosa-Lancelot (Universitätsbibliothek Heidelberg, Cod. Pal. germ. 147, Fol. 1^{r}).

Der in der Mitte des 13. Jahrhunderts entstandene mittelhochdeutsche Prosa-Lancelot, der erste deutsche Prosaroman, ist durch die Handschrift Heidelberg, Cod. Pal. germ. 147 überliefert. Der Germanist Hans-Hugo Steinhoff hat ihn ediert und ins Neuhochdeutsche übersetzt. Dazu schreibt der germanistische Mediävist Joachim Heinzle:

„Ein deutscher Klassiker ist er wahrlich nicht. Der mittelhochdeutsche Prosaroman von Lancelot ist eine gänzlich unselbständige und dabei recht fehlerhafte Übersetzung des altfranzösischen „Lancelot en prose“. In mehreren Etappen seit etwa 1230/1250 entstanden, hat er eine breitere Wirkung nicht entfaltet. […] Steinhoffs Ausgabe ist eine philologische Großtat. Der schwierige und sperrige mittelhochdeutsche Text ist mit großer Sorgfalt eingerichtet.“

Die deutsche Germanistin Thordis Hennings ist davon überzeugt, dass es sich beim mittelhochdeutschen Prosalancelot nicht um einen eigenständigen Text, sondern lediglich um eine Übersetzung handelt. In ihrer Dissertation aus dem Jahre 2001 Altfranzösischer und mittelhochdeutscher Prosalancelot: Übersetzungs- und quellenkritische Studien hat sie die Frage untersucht, welche altfranzösische Vulgata-Fassung dem mittelhochdeutschen Prosaloancelot als Übersetzungs-Vorlage gedient haben könnte. Sie kommt zu dem Ergebnis, dass die Pariser Handschrift, Sigel „O“, BnF, fr. 751 aus der Mitte des 13. Jahrhunderts, die meisten Übereinstimmungen mit dem deutschen Prosalancelot aufweist. Dieses Manuskript ist allerdings noch nicht ediert worden.

### „Lanzelet“ von Ulrich von Zatzikhoven
Der mittelhochdeutsche arturianische Versroman „Lanzelet“ des Ulrich von Zatzikhoven (um 1200) gibt sich selbst als Übersetzung einer altfranzösischen Vorlage aus, die bis heute verloren ist:
v 9322 als ich iuch berihte,

v 9323 so enist dâ von noch zuo geleit,

v 9324 wan als ein welsches buoch seit,
Wie ich euch versichere

So ist da weder etwas weggelassen noch hinzugefügt,

im Vergleich zu dem, was ein welsches Buch erzählt.